# 이즈하라항

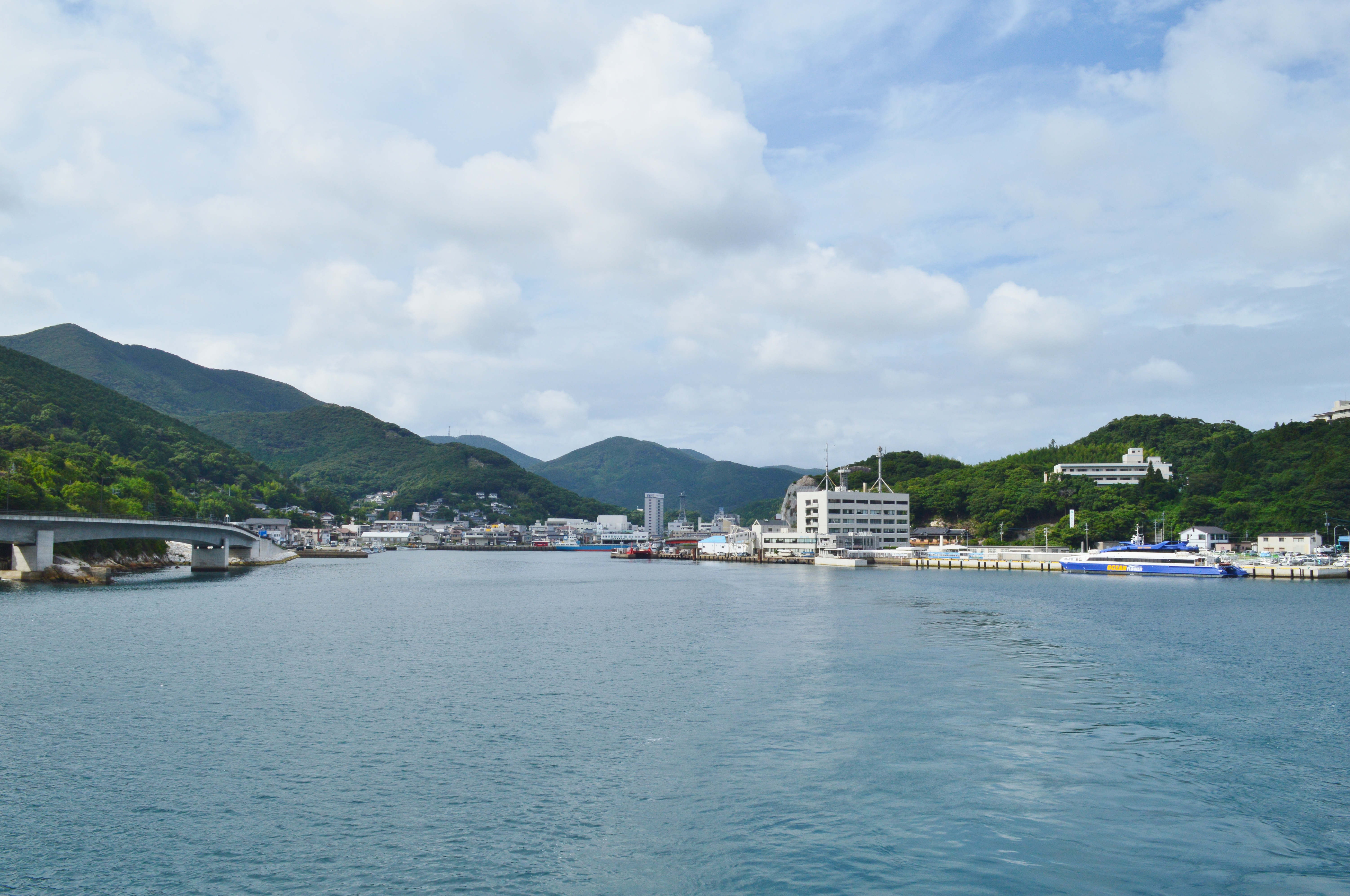
이즈하라항 (해안 주변)

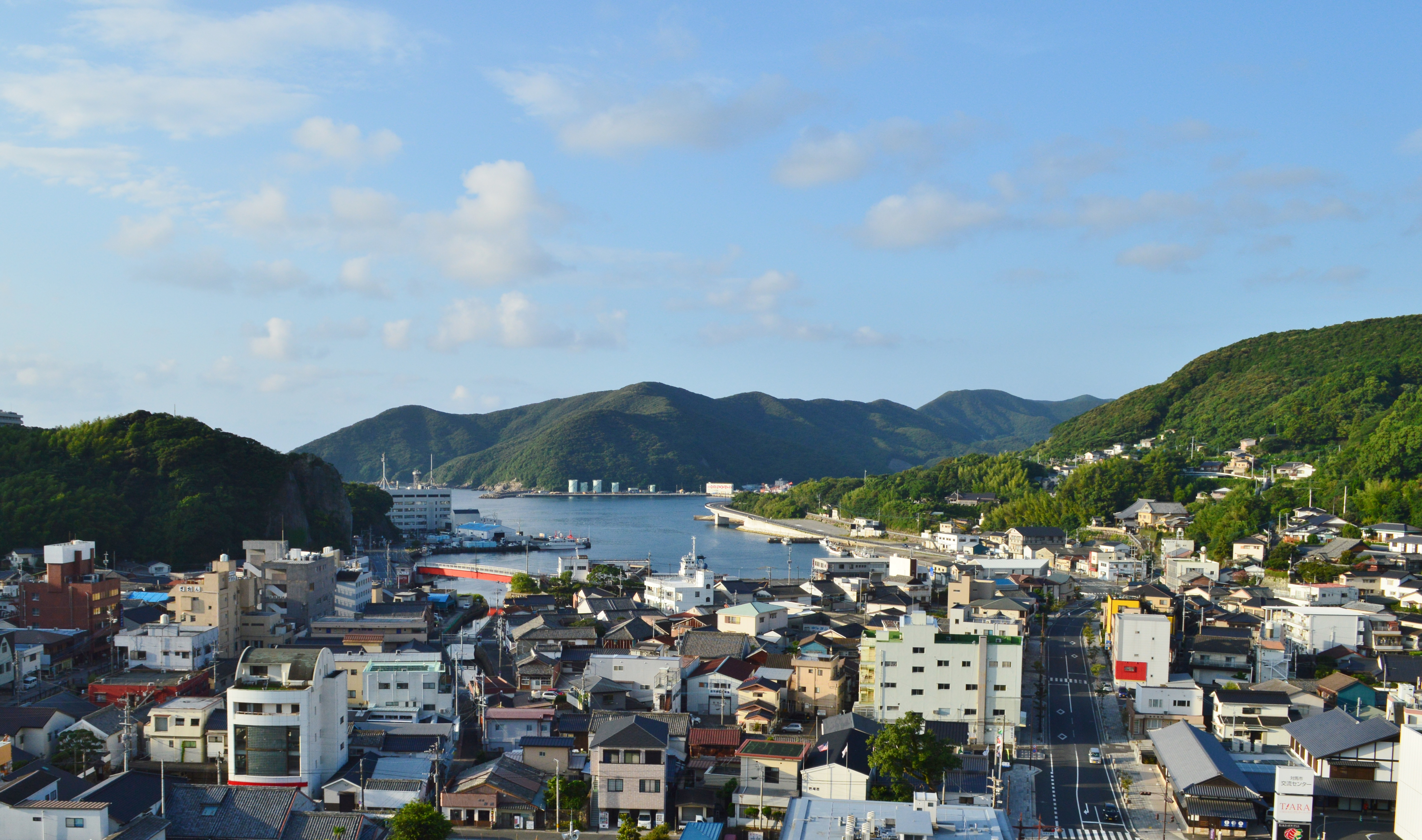
이즈하라항 (육지부 주변)

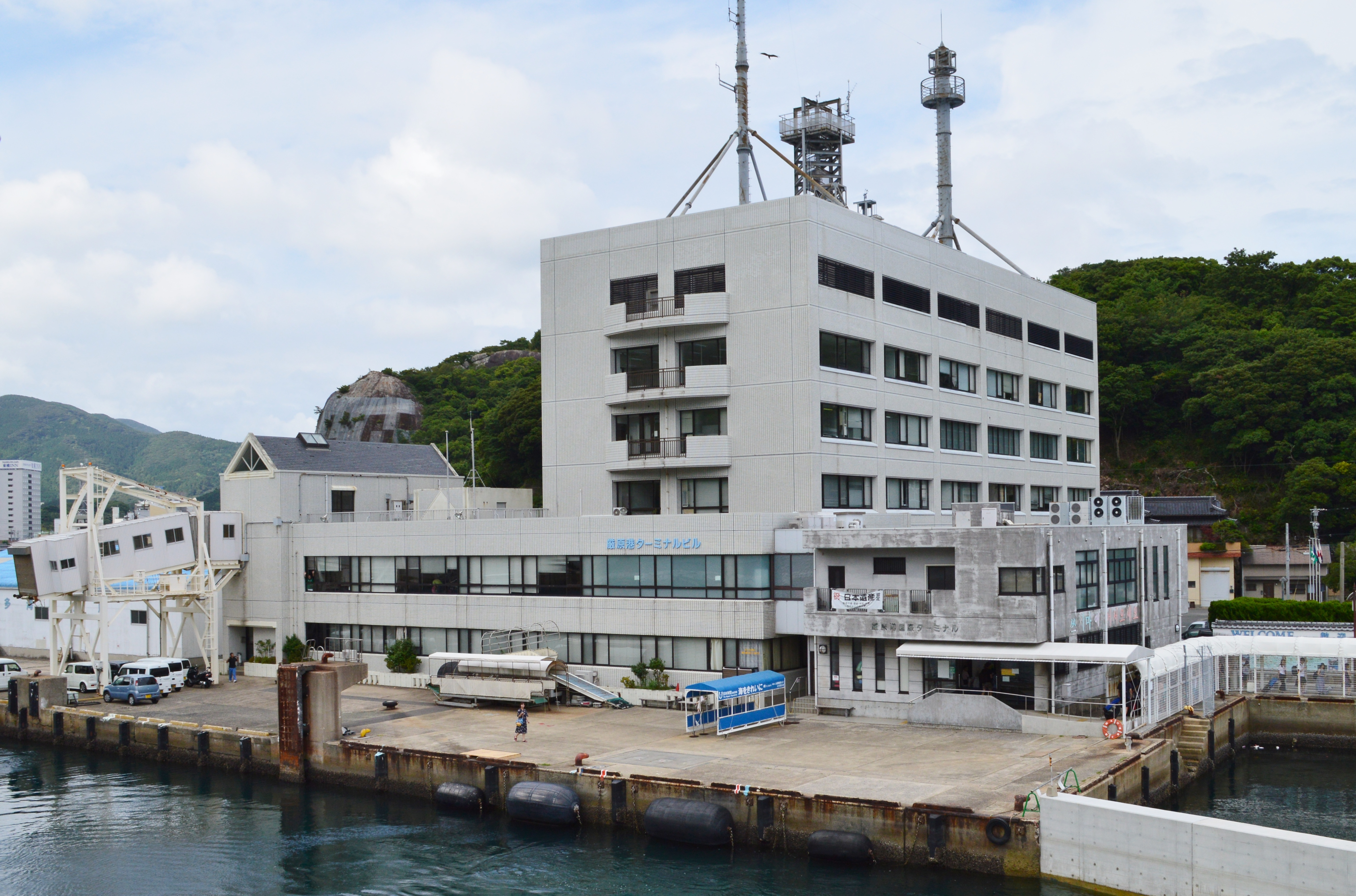
이즈하라항 터미널 빌딩

이즈하라항(일본어: 厳原港)은 일본 나가사키현의 쓰시마섬 남동부 연안(쓰시마시)에 있는 항만이다. 이 항만의 관리자는 나가사키현에서 직접적으로 관장받고 있다. 일본 항만법상의 중요항만이자 항칙법상의 특정항으로 지정되어 있어, 쓰시마섬의 중심축 관문이자 거점 기지의 소임을 다하는 항구이다. 또한 국도 382호선의 쓰시마섬 지역 육지부 구간의 종점이다. 이와 같이 쓰시마섬과 이키섬 사이의 해상 구간을 기점으로 공용하고 있다.

## 주요 운항 노선

### 국제선
- 대한민국의 팬스타에서 운영하고 있는 팬스타쓰시마링크호가 부산항과 이 항구를 서로 운항한다.
- 대한민국의 드림라인에서 운영하고있는 니나호가 부산항과 이항구를 서로 운항한다.

### 국내선
- 규슈 유센이 이 항구와 고노우라항과 아시베항, 후쿠오카시의 하카타항을 서로 오가는 정기 여객선(비너스, 비너스2호 같은 제트포일이나 일반 여객선 등)도 운항하고 있으며, 심지어는 화물선까지 운항한다.

## 같이 보기
- 국도 382호선
- 쓰시마 공항
- 히타카쓰항